# Martinský hrebeň
Martinský hrebeň je celý hřeben (jeho název) ve Vysokých Tatrách od Polského hřebene (2199 m n. m.) až po Gerlachovský štít (2654 m n. m.). Lidově je hřeben nazýván i Martinka nebo Martinovka. Tento hřeben je milovníky hor považován za tradiční.
Hřeben je velmi náročný na orientaci ale i na lezení. Po stránce lezecké je tato trasa náročnější než "Normálka" na Gerlachovský štít vedoucí Velickou próbou a Velickým žlabem. Horolezeckou stupnicí se kvalifikuje II. - III. stupněm obtížnosti. Jako horolezeckou nebo i hřebenovou túru ji nabízejí různé firmy nabízející doprovod na hory.

## Objekty hřebene
- Polský hřeben - (2199 m n. m.)
- Velický štít
- Litvorový štít
- Lučivnianska věž
- Malá Litvorová věž
- Gerlachovská věžička
- Lavinová věž
- Lavinový štít
- Tetmajerovo sedlo - (2590 m n. m.)
- Zadný Gerlach - (2616 m n. m.)
- Gerlachovský štít - (2654 m n. m.)

Pozn .: Tučně zvýrazněné objekty jsou turisticky významnější.

## Popis výstupu
Výchozím bodem túry je Tatranská polianka, cesta na Sliezský dom se však dá zkrátit "taxíkem", který lidi vyváží na Sliezský dom. Ze Sliezskeho domu pokračujeme na Polský hřeben. Z Polského hřebene pokračujeme směrem na Velický štít (2320 m n. m.), Lavinový štít (2606 m n. m.), Zadní Gerlach (2616 m n. m.), Tetmajerovo sedlo (2590 m n. m.) a nakonec pokračujeme až na Gerlachovský štít (2654 m n. m.).
Při výstupu je dobré vědět, že na úseku Velický štít (2320 m n. m.) - Litvorový štít (2423 m n. m.) se Velický štít slaňuje. Je tam velmi strmý sráz, strmostí je podobný Batizovské probě. Celý výstup trvá déle než klasická výstupová cesta s traverzou pod Kotlovým štítem (2601 m n. m.), Přibližně 8 až 10 hodin.

Sestup je stejný jako u jiných tras na Gerlachovský štít.

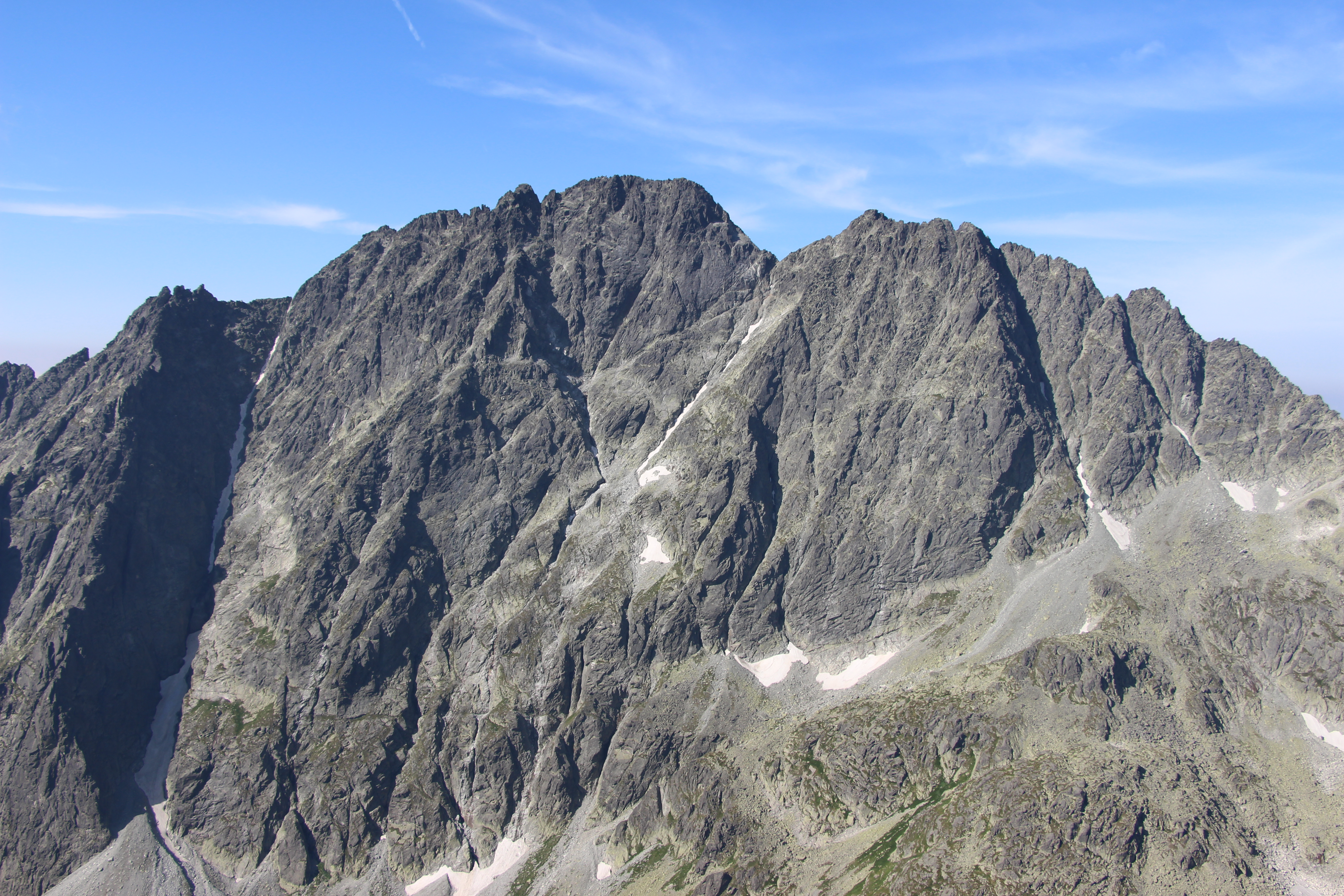
Vidno skoro celou Martinovu cestu
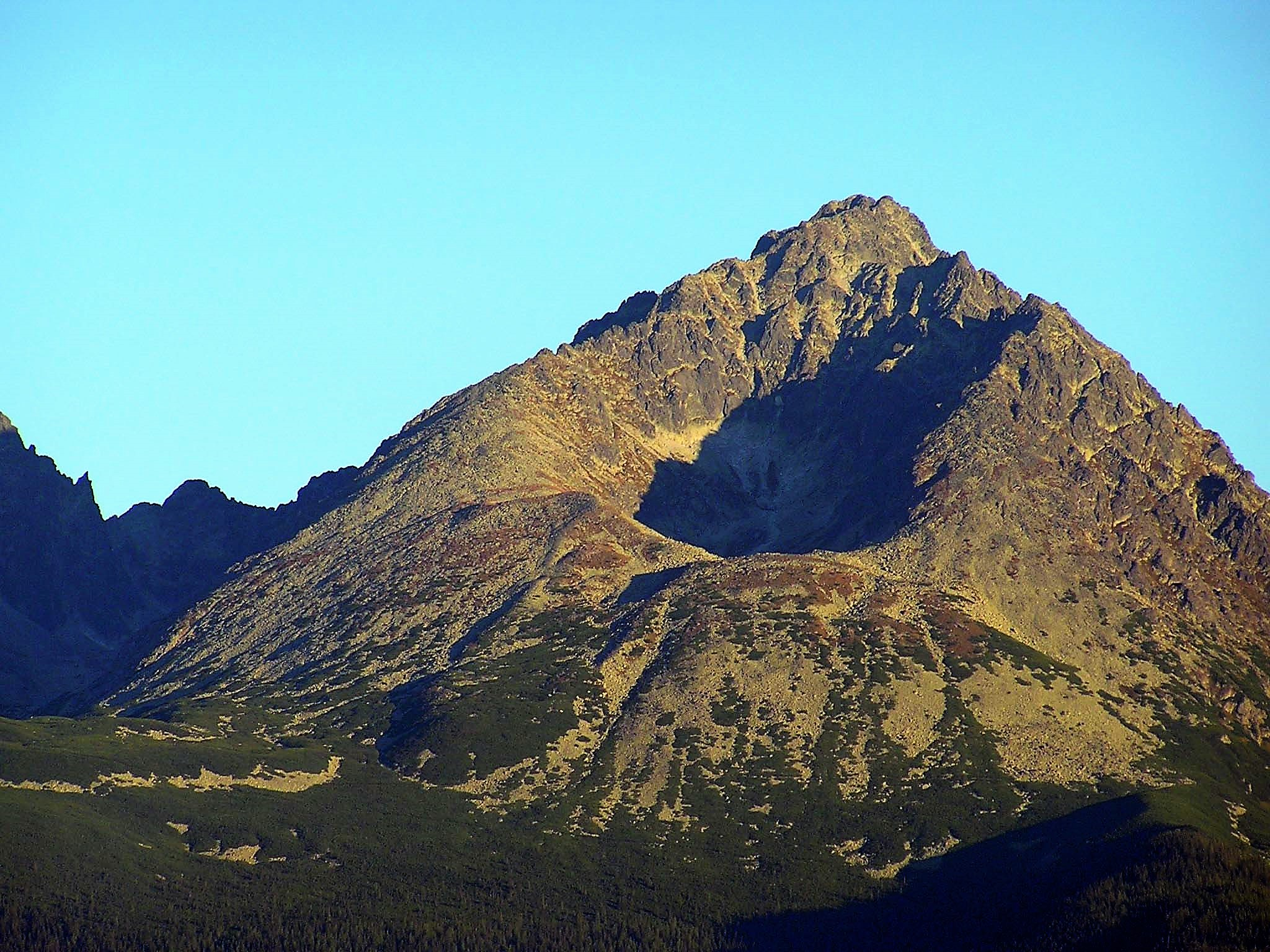
Gerlach, konečný bod výstupu Martinky